# Nakhon Si Thammarat (Provinz)

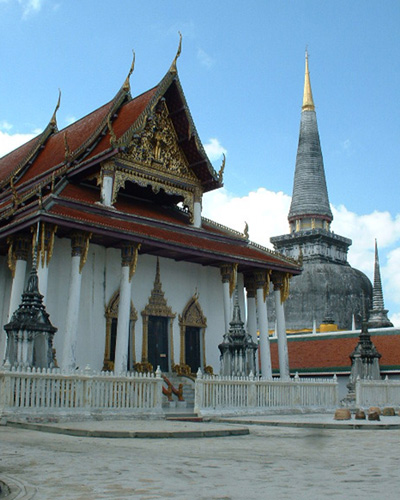
Wat Phra Mahathat, das Wahrzeichen der Provinz

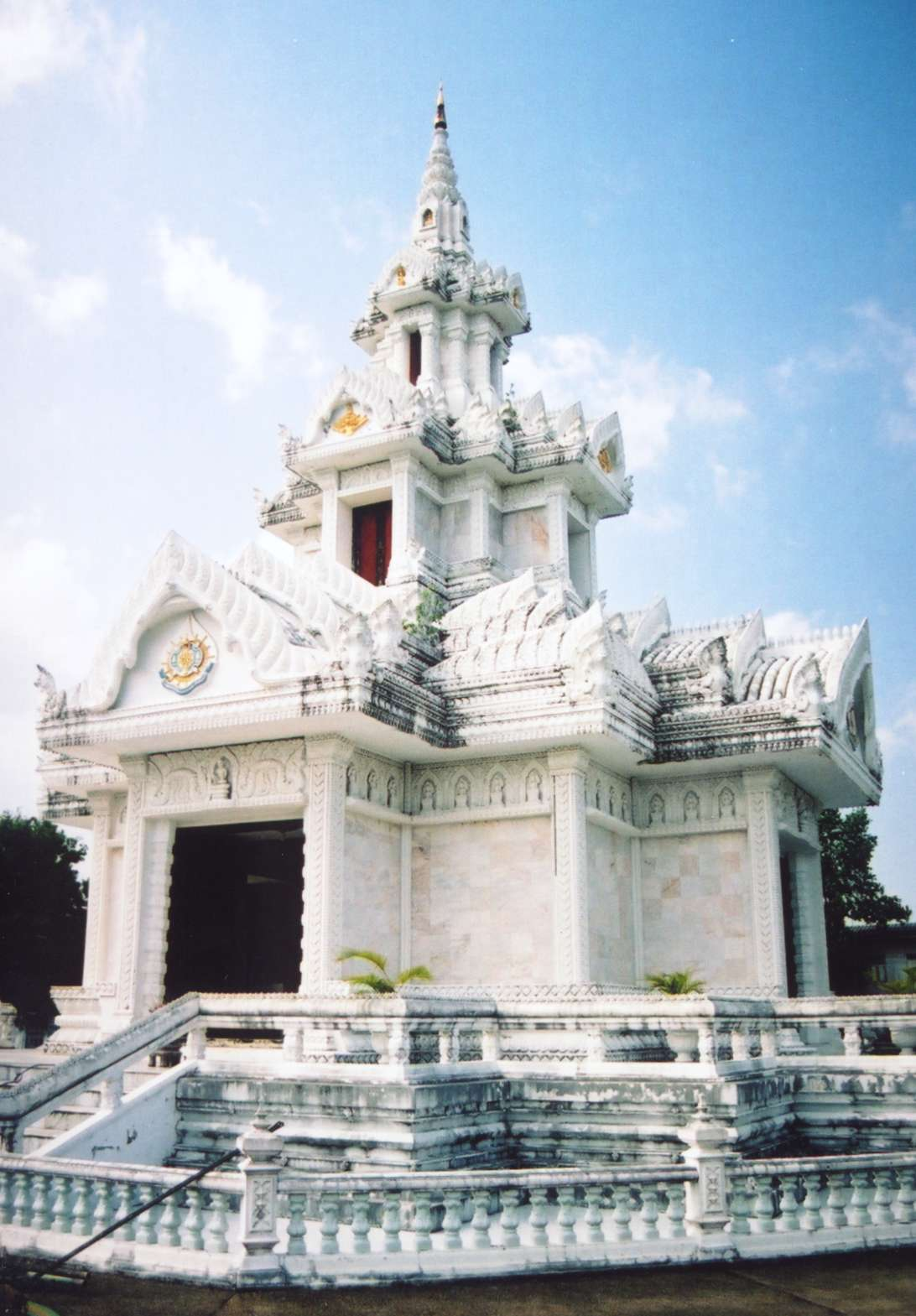
Schrein mit der Stadtsäule (Lak Müang) von Nakhon Si Thammarat

Nakhon Si Thammarat (Thai: นครศรีธรรมราช, alternative, an der Etymologie orientierte Schreibweise: „Nagara Sri Dharmaraja“; früher Mueang Lakhon oder Ligor) ist eine Provinz (Changwat) in der Südregion von Thailand. Nakhon Si Thammarat ist die bevölkerungsreichste Provinz Südthailands.
Die Hauptstadt der Provinz heißt ebenfalls Nakhon Si Thammarat.

## Lage
Die Provinz Nakhon Si Thammarat liegt etwa 780 Kilometer südlich von Bangkok an der Ostküste der Malaiischen Halbinsel zum Golf von Thailand.
Die Provinz besteht aus einem Hochplateau und Bergen im Westen, die Landschaft fällt nach Osten hin zu einem Becken ab. Dschungellandschaft, Wasserfälle und vielfältige Vegetation sind Kennzeichen der Gegend.
Der 1835 Meter hohe Khao Luang bildet die höchste Erhebung im Süden Thailands.
| Angrenzende Provinzen und Gebiete: | Angrenzende Provinzen und Gebiete: |
| ---------------------------------- | ---------------------------------- |
| Norden                             | Surat Thani                        |
| Osten                              | Küste zum Golf von Thailand        |
| Süden                              | Songkhla, Phatthalung und Trang    |
| Westen                             | Krabi                              |

### Wichtige Flüsse
- Klong Klai

### Klima
Das Klima ist tropisch-monsunal. Pro Jahr gibt es durchschnittlich 181 Regentage (2001) bei einer mittleren Temperatur von 26,9 °C (2001). Die jährliche Regenmenge beträgt 2533 Millimeter (2001). Die Höchsttemperatur im Jahr 2008 betrug 36,5 °C, die tiefste Temperatur wurde mit 19,8 °C gemessen. An 159 Regentagen fielen in demselben Jahr 2175,5 Millimeter Niederschlag.

## Wirtschaft und Bedeutung

### Daten
Im Jahr 2008 betrug das „Gross Provincial Product“ (Bruttoinlandsprodukt) der Provinz 154,049 Milliarden Baht, das entspricht einer Wirtschaftsleistung pro Kopf von 88.091 Baht.
| Wirtschaftszweig | 2006 | 2007 | 2008 |
| ---------------- | ---- | ---- | ---- |
| Landwirtschaft   | 22,8 | 21,1 | 22,0 |
| Industrie        | 11,7 | 12,3 | 12,5 |
| Andere           | 65,5 | 66,6 | 65,5 |

Alle Angaben in %
Der Mindestlohn in der Provinz beträgt 174 Baht pro Tag (etwa 4 €).
Die am stärksten zur Wirtschaftsleistung der Provinz beitragende Branche war im Jahr 2011 die Landwirtschaft mit 42,337 Mrd. Baht, gefolgt von Bergbau und Steingewinnung mit 21,131 Mrd. Baht, dem verarbeitenden Gewerbe mit 18,864 Mrd. Baht und dem Groß- und Einzelhandel mit 15,629 Mrd. Baht.

### Landnutzung
Für die Provinz ist die folgende Landnutzung dokumentiert:
- Waldfläche: 1.320.854 Rai (825,5 km²), 21,3 % der Gesamtfläche
- Landwirtschaftlich genutzte Fläche: 4.134.015 Rai (2.583,8 km²), 66,5 % der Gesamtfläche
- Nicht klassifizierte Fläche: 759.195 Rai (474,5 km²), 12,2 % der Gesamtfläche

49,8 % / 4.950 km² (1999) der Landfläche sind Ackerland, 37,9 % / 3.773 km² (1999) Brachland (1999) und 12,3 % / 1.220 km² (1999) Waldland.

### Staudämme
- Aufstauung des Klong Klai bei Nippitam geplant

## Bevölkerung
Nach den Daten der Volkszählung im Jahr 2000 waren 99,9 % der Einwohner thailändische Staatsbürger. 93,1 % waren Buddhisten, 6,2 % Muslime. Als Muttersprache gaben 2,9 % Malaiisch, 2,1 % chinesische Sprachen an.

## Verkehr

### Flughafen
- Flughafen Nakhon Si Thammarat (Code NST)

## Bildungseinrichtungen

### Universitäten
- Walailak-Universität
- Rajabhat-Universität Nakhon Si Thammarat
- Technische Universität Rajamangala Srivijaya, Campus Nakhon Si Thammarat

## Geschichte
Das Königreich Nakhon Si Thammarat (vermutlich identisch mit dem historischen Tambralinga) beherrschte schon vor der Reichsgründung von Sukhothai den südlichen Bereich des späteren Siam. Hier war ein wichtiges Zentrum des Buddhismus während der Srivijaya-Periode. Auch eine wichtige Buddha-Reliquie soll hier liegen, die Nakhon Si Thammarat zu einem Anziehungspunkt gemacht hat. Im 13. Jahrhundert entstand dann ein Fürstentum der Tai (Vorfahren der heutigen Thai). Während der Herrschaft des Königs Ramkhamhaeng (reg. 1279–1298) von Sukhothai war Nakhon Si Thammarat der südlichste Ausläufer seines Einflussbereichs und wurde von einem seiner Verwandten als Vasallenherrscher regiert. Nach dem Tod Ramkhamkaengs wurde Nakhon Si Thammarat wieder unabhängig und kontrollierte selbst eine Reihe von abhängigen Städten und Fürstentümern auf der Malaiischen Halbinsel. Ab der Herrschaft König Borommatrailokanat (reg. 1448–1488) war Nakhon Si Thammarat dann ein Vasall des Königreichs Ayutthaya, hatte aber selbst weiterhin Vasallen, deren Abhängigkeit es gewissermaßen an Ayutthaya mittelte.
Im 16. Jahrhundert wurde es dann zu einer Provinz Ayutthayas, die von ernannten Gouverneuren regiert wurde. Die Position wurde aber oft quasi-dynastisch vom Vater an den Sohn weitergegeben. Nakhon Si Thammarat war eine der wichtigsten Provinzen im Süden und hatte einer Vorrangstellung gegenüber den umliegenden Provinzen. Seine Rolle im internationalen Handel (zum Beispiel mit niederländischen und portugiesischen Händlern) und der daraus resultierende Reichtum sowie die große Entfernung von der Hauptstadt begünstigten jedoch ein gewisses Unabhängigkeitsbewusstsein. Im Jahr 1629, als es in Ayutthaya Kämpfe um den Thron gab, rebellierte Nakhon Si Thammarat gegen den neuen König Prasat Thong. Einen erneuten Aufstand des örtlichen Gouverneurs gab es nach der Usurpation des Throns in Ayutthaya durch Phetracha nach der „Revolution“ von 1688.
Nach dem Untergang von Ayutthaya im Jahr 1767 erklärte sich abermals der Herr von Nakhon Si Thammarat, mit den Provinzen auf der Malaiischen Halbinsel, die er kontrollierte, unabhängig. Es wurde jedoch bereits 1769 vom neuen König Taksin, dem Gründer des Königreichs Thonburi unterworfen. Während des Siamesisch-Birmanischen Kriegs 1785–1792 fiel die Provinz vorübergehend an die birmanischen Truppen, ohne nennenswerten Widerstand zu leisten. König Rama I. reduzierte Nakhon Si Thammarat wieder von einer Vasallenherrschaft zu einer Provinz 1. Grades (regiert von einem Gouverneur im Rang eines Chaophraya) und entzog ihm die Kontrolle über Patani und die nordmalaiischen Staaten, die er stattdessen dem Gouverneur von Songkhla unterstellte. Die Oberaufsicht bekam der Kalahom (Minister der Südprovinzen). In den Jahren 1821 und 1831 wurde aber wieder der Gouverneur von Nakhon Si Thammarat beauftragt, Rebellionen des malaiischen Sultanats Kedah niederzuschlagen.
Mit der Einführung eines modernen Systems der Provinzverwaltung während der Herrschaft König Rama V. (Chulalongkorns) Ende des 19. Jahrhunderts wurde Nakhon Si Thammarat Zentrum eines gleichnamigen Monthon, zu dem außerdem die Provinzen Phatthalung und Songkhla gehörten. Nach dem Ende der absoluten Monarchie 1932 wurden diese Großeinheiten wieder abgeschafft und jede Provinz direkt der Zentralregierung unterstellt. In den 1960er- und 70er-Jahren war die Provinz einer der Schauplätze des bewaffneten Aufstands der Kommunistischen Partei Thailands und ihrer „Volksbefreiungsarmee“.
Siehe auch: Geschichte Thailands und entsprechender Eintrag in Nakhon Si Thammarat

### Einwohnerentwicklung
| Einwohner | 1996      | 1997      | 1998      | 1999      | 2000      | 2001      | 2002      |
| --------- | --------- | --------- | --------- | --------- | --------- | --------- | --------- |
| Männer    | 49,8 %    | 49,8 %    | 49,8 %    | 49,8 %    | 49,8 %    | 49,8 %    | 49,8 %    |
| Frauen    | 50,2 %    | 50,2 %    | 50,2 %    | 50,2 %    | 50,2 %    | 50,2 %    | 50,2 %    |
| Gesamt    | 1.503.156 | 1.511.857 | 1.521.057 | 1.525.557 | 1.524.558 | 1.527.273 | 1.533.894 |

## Sehenswürdigkeiten
(Siehe auch Eintrag in Nakhon Si Thammarat)
- Khao Kha – Archäologie-Park mit 1500 Jahre alten Überresten und einem Laterit-Schrein auf dem Berggipfel
- Namtok Phromlak – in Amphoe Khiriwong; dreistufiger Wasserfall
- Höhle von Tham Hong – in Amphoe Nopphitam; mit einem unterirdischen Flusssystem
- Strände des Amphoe Khanom – etwa 80 km nördlich der Provinzhauptstadt
- Nationalparks:
  - Nationalpark Khao Luang – seit 1974, 597 km²; erstreckt sich um den Berg Khao Luang (1.835 m hoch) mit viel Regenwald; über Hunderte Meter hohe Wasserfälle stürzt das Wasser auf mehreren Stufen hinunter.
  - Nationalpark Hat Khanom-Mu Ko Thale Tai – liegt in den Landkreisen Sichon und Khanom, besteht zum großen Teil aus Primärwald, es gibt aber auch einige Mangrovenwälder.
  - Nationalpark Namtok Yong – 205 km² (128.125 Rai) großer neuerer Nationalpark

## Symbole
Das Siegel zeigt die 77 Meter hohe Chedi (genannt Phra Borommathat Chedi) des Wat Phra Mahathat Voramahaviharn, eines der wichtigsten historischen Zentren des Südens. Die Chedi ist umgeben von chinesischen Tierkreiszeichen. Diese zwölf Zeichen repräsentieren die zwölf Städte und Stadtstaaten, die sich früher zu Tributzahlungen an das Königreich von Nakhon Si Thammarat verpflichtet hatten, darunter zum Beispiel Kelantan, Pattani, Krabi, Songkhla und Chumphon.
Die lokale Blüte ist die der Röhren-Kassie (Cassis fistula, Golden Shower Tree, auch Indischer Goldregen) und der lokale Baum ist Millettia atropurpurea.
Der Wahlspruch der Provinz Nakhon Si Thammarat lautet:
"Die große historische Stadt mit dem goldenen Tempel Phrathat,
Eine Stadt berühmt für ihre Klöster und Nielloware,
Das Land ist lebendig und reich an Naturschönheiten,
Die Minerale sind zahlreich wie nirgends,
Auch die Meerestiere, wie Garnelen und Krabben, gibt es im Überfluß."

## Verwaltungseinheiten

### Provinzverwaltung
Die Provinz Nakhon Si Thammarat ist in 23 Amphoe (‚Bezirke‘ oder ‚Landkreise‘) gegliedert. Die Kreise sind weiter unterteilt in 165 Tambon (‚Unterbezirke‘ oder ‚Gemeinden‘) und 1428 Muban (‚Dörfer‘).
| \| Amphoe (Landkreise) \| Amphoe (Landkreise) \| \| ------------------------------------------------------------------------------------------------------------------------------------------------------------------------------------------------------------------------------------------------------------------------------------------------------------------------------------------------------------------------------------------------------------------------------------- \| -------------------------------------------------------------------------------------------------------------------------------------------------------------------------------------------------------------------------------------------------------------------------------------------------------------------------------------------------------------------------------------------- \| \| 1. Amphoe Mueang Nakhon Si Thammarat (อำเภอเมืองนครศรีธรรมราช) 2. Amphoe Phrom Khiri (อำเภอพรหมคีรี) 3. Amphoe Lan Saka (อำเภอลานสกา) 4. Amphoe Chawang (อำเภอฉวาง) 5. Amphoe Phipun (อำเภอพิปูน) 6. Amphoe Chian Yai (อำเภอเชียรใหญ่) 7. Amphoe Cha-uat (อำเภอชะอวด) 8. Amphoe Tha Sala (อำเภอท่าศาลา) 9. Amphoe Thung Song (อำเภอทุ่งสง) 10. Amphoe Na Bon (อำเภอนาบอน) 11. Amphoe Thung Yai (อำเภอทุ่งใหญ่) 12. Amphoe Pak Phanang (อำเภอปากพนัง) \| 1. Amphoe Ron Phibun (อำเภอร่อนพิบูลย์) 2. Amphoe Sichon (อำเภอสิชล) 3. Amphoe Khanom (อำเภอขนอม) 4. Amphoe Hua Sai (อำเภอหัวไทร) 5. Amphoe Bang Khan (อำเภอบางขัน) 6. Amphoe Tham Phannara (อำเภอถ้ำพรรณรา) 7. Amphoe Chulabhorn (อำเภอจุฬาภรณ์) 8. Amphoe Phra Phrom (อำเภอพระพรหม) 9. Amphoe Nopphitam (อำเภอนบพิตำ) 10. Amphoe Chang Klang (อำเภอช้างกลาง) 11. Chaloem Phra Kiat (อำเภอเฉลิมพระเกียรติ) \| | |
| Amphoe (Landkreise) | Amphoe (Landkreise) |
| 1. Amphoe Mueang Nakhon Si Thammarat (อำเภอเมืองนครศรีธรรมราช) 2. Amphoe Phrom Khiri (อำเภอพรหมคีรี) 3. Amphoe Lan Saka (อำเภอลานสกา) 4. Amphoe Chawang (อำเภอฉวาง) 5. Amphoe Phipun (อำเภอพิปูน) 6. Amphoe Chian Yai (อำเภอเชียรใหญ่) 7. Amphoe Cha-uat (อำเภอชะอวด) 8. Amphoe Tha Sala (อำเภอท่าศาลา) 9. Amphoe Thung Song (อำเภอทุ่งสง) 10. Amphoe Na Bon (อำเภอนาบอน) 11. Amphoe Thung Yai (อำเภอทุ่งใหญ่) 12. Amphoe Pak Phanang (อำเภอปากพนัง) | 1. Amphoe Ron Phibun (อำเภอร่อนพิบูลย์) 2. Amphoe Sichon (อำเภอสิชล) 3. Amphoe Khanom (อำเภอขนอม) 4. Amphoe Hua Sai (อำเภอหัวไทร) 5. Amphoe Bang Khan (อำเภอบางขัน) 6. Amphoe Tham Phannara (อำเภอถ้ำพรรณรา) 7. Amphoe Chulabhorn (อำเภอจุฬาภรณ์) 8. Amphoe Phra Phrom (อำเภอพระพรหม) 9. Amphoe Nopphitam (อำเภอนบพิตำ) 10. Amphoe Chang Klang (อำเภอช้างกลาง) 11. Chaloem Phra Kiat (อำเภอเฉลิมพระเกียรติ) |

### Lokalverwaltung
Für das ganze Gebiet der Provinz besteht eine Provinz-Verwaltungsorganisation (thailändisch องค์การบริหารส่วนจังหวัด, kurz อบจ., Ongkan Borihan suan Changwat; englisch Provincial Administrative Organization, PAO).
Auf dem Gebiet der Provinz gibt es des Weiteren 54 Thesaban (‚Kommunen‘) – darunter eine „Großstadt“ (die Provinzhauptstadt), drei „Städte“ und 50 „Kleinstädte“ – sowie 130 Tambon-Verwaltungsorganisationen.